# 阿靈頓 (密蘇里州)
阿靈頓（英語：Arlington）是位於美國密蘇里州費爾普斯縣的非建制地區。

## 歷史
阿靈頓的郵局於1868年設立，其後於1958年停運。

## 地理
阿靈頓所處的海拔為高於海平面215米（即705英呎），而該地所採用的時區為UTC-6，即北美中部時區（CST）。同時該地設有夏令時間，為UTC-6調快一小時，即UTC-5（CDT）。